# 184.ª Brigada Mixta (Ejército Popular de la República)
La 184.ª Brigada Mixta, originalmente creada como la 10.ª Brigada asturiana, fue una de las Brigadas mixtas creadas por el Ejército Popular de la República para la defensa de la Segunda República Española.

## Historial
La 10.ª Brigada mixta de Asturias fue creada a comienzos de 1937, en seno de la 4.ª División asturiana, formada por los batallones 235.º, 237.º y 242.º del frente de Oviedo. El mayor de milicias Luis Bárzana Bárzana fue nombrado comandante. En junio la 10.ª Brigada fue enviada a Vizcaya, como refuerzo de las unidades republicanas que defendían Bilbao. Sin embargo, una vez llegó a tierras vascas la capital vizcaína ya había caído en manos franquistas, por lo que la brigada regresó a Asturias; quedó asignada a la 6.ª División asturiana. Bárzana pasaría a mandar la 57.ª División, por lo que el mayor de milicias Manuel Álvarez Álvarez asumió el mando de la unidad.
El 6 de agosto la 10.ª BM fue renombrada como 184.ª Brigada Mixta, siendo encuadrarse en la 57.ª División del XVI Cuerpo de Ejército. Tras la caída de Santander la unidad fue enviada a cubrir la línea defensiva formada por los ríos Deva y Cares. La 184.ª brigada sería cedida a la división «B», creada expresamente para defender la orilla del río Cares —después de que los franquistas lograran cruzar el Deva—. Sin embargo, los franquistas avanzaron a espaldas de la unidad hacia Covadonga, por lo que fue asignada a la 60.ª División y encargada de defender el sector costero de Llanes, donde se distinguió especialmente. El comandante de la 184.ª BM, «Manolín» Álvarez, sería condecorado con la Medalla de la Libertad. Con el hundimiento del frente la unidad se retiró hacia Gijón, desapareciendo el 21 de octubre.

## Mandos
- Mayor de milicias Luis Bárzana Bárzana;
- Mayor de milicias Manuel Álvarez Álvarez;[3]